# Parental Guidance Recommended
Parental Guidance Recommended is de twintigste aflevering van het derde seizoen van het tienerdrama Beverly Hills, 90210, die voor het eerst werd uitgezonden op 27 januari 1993.

## Verhaal
Dylans vervreemde moeder Iris keert voor kort terug naar Beverly Hills. Dit zorgt ervoor dat er oude herinneringen die liever vergeten hadden worden, opnieuw worden opgehaald. Ze vertrouwt Jack niet en vermoedt hem ervan alleen nog maar met Dylan om te gaan voor het geld dat hij zal krijgen. Jim staat Iris hier in bij.
Brandons gokverslaving zorgt ervoor dat hij zich dure spullen kan veroorloven. Dit zorgt voor vragen bij zijn geliefden. Ondertussen hebben David en Steve een afspraak met Icon Records Company-baas Curtis Bray. Hij biedt David een contract aan op voorwaarde dat hij zijn manager Steve ontslaat.
Nu Dylan voor Kelly heeft gekozen en de waarheid over hun affaire heeft opgebiecht, brengt Brenda haar weekend treurend in haar kamer door. Andrea gaat ondertussen naar een lunch waar alle Yale-geaccepteerden bijeenkomen. Hier komt ze Jordan Bonner tegen, een oude bekende.

## Rolverdeling
- Jason Priestley - Brandon Walsh
- Shannen Doherty - Brenda Walsh
- Jennie Garth - Kelly Taylor
- Ian Ziering - Steve Sanders
- Gabrielle Carteris - Andrea Zuckerman
- Luke Perry - Dylan McKay
- Brian Austin Green - David Silver
- Tori Spelling - Donna Martin
- Carol Potter - Cindy Walsh
- James Eckhouse - Jim Walsh
- Stephanie Beacham - Iris McKay
- Josh Taylor - Jack McKay
- Michael Rawlins - Jordan Bonner
- Raymond O'Connor - Curtis Bray
- Sharon Lawrence - Paulette